# Xanthophyllum longum
Xanthophyllum longum är en jungfrulinsväxtart som beskrevs av W.J.de Wilde och Duyfjes. Xanthophyllum longum ingår i släktet Xanthophyllum och familjen jungfrulinsväxter. Inga underarter finns listade i Catalogue of Life.